# Zabrišće
Zabrišće je naseljeno mjesto u gradu Livnu, Federacija Bosne i Hercegovine, BiH. Nalazi se na padinama Tribnja, uokvireno je brijestovom šumom po kojoj je samo mjesto i dobilo ime. 
Biskup Bogdanović 1768. nalazi 105 katolika, a biskup Miletić 1830. njih 80. 

## Stanovništvo

### 1991.
Nacionalni sastav stanovništva 1991. godine, bio je sljedeći:
ukupno: 423
- Hrvati - 374
- Muslimani - 1
- Jugoslaveni - 43
- ostali, neopredijeljeni i nepoznato - 5

### 2013.
Nacionalni sastav stanovništva 2013. godine, bio je sljedeći:
ukupno: 409
- Hrvati  - 395
- Bošnjaci - 10
- Srbi - 3
- ostali, neopredijeljeni i nepoznato - 1